# Liste des maires d'Alby-sur-Chéran

## Liste des maires
| Période | Période  | Identité                       | Étiquette        | Qualité |
| ------- | -------- | ------------------------------ | ---------------- | ------- |
| 2001    | En cours | Jean-Claude Martin             | [sans étiquette] |         |
| 1991    | 2001     | Guy Sorlier                    |                  |         |
|         |          | Pierre Paillet                 |                  |         |
| 1924    |          | Jean-Claude Long               |                  |         |
| 1919    | 1924     | Jean Martin                    |                  |         |
| 1912    | 1919     | Patte                          |                  |         |
| 1908    | 1912     | Etienne Vergain                |                  |         |
| 1896    | 1908     | Gaspard Reinier                |                  |         |
| 1886    | 1896     | Henri Blanchet                 |                  |         |
| 1878    | 1886     | François Dagand                |                  |         |
| 1877    | 1878     | Joseph Chifflet                |                  |         |
| 1857    |          | François Dagand                |                  |         |
| 1851    | 1857     | Joseph-Marie-André de Thiollaz |                  |         |
| 1848    | 1851     | Louis Ducret                   |                  |         |
| 1845    | 1848     | Joseph Richon                  |                  |         |
| 1842    | 1845     | Jean-Jacques Dagand            |                  |         |
| 1832    | 1834     | Noiton Claude et Antoine       |                  |         |
| 1826    | 1832     | Jean Bourgeois                 |                  |         |
| 1820    | 1826     | Claude Reinier                 |                  |         |
| 1818    | 1820     | Humbert Mallinjoud             |                  |         |
| 1816    | 1818     | Henri Ducret                   |                  |         |
| 1800    | 1815     | Jean-François Bourgeois        |                  |         |
| 1792    | 1800     | Jean-Pierre Reinier            |                  |         |
| 1790    | 1792     | Louis Domenge                  |                  |         |

## Pour approfondir